# イオン名護ショッピングセンター
イオン名護ショッピングセンター（イオンなごショッピングセンター）は、沖縄県名護市に位置するショッピングセンター。イオン名護店（イオン琉球運営）を核に約45の専門店が並ぶ。

## 沿革
- 2003年3月22日 - 開店。
- 2011年3月1日 - 核店舗の名称が「ジャスコ名護店」から「イオン名護店」に変更された

## アクセス

### 路線バス
- 名護高校前バス停下車、徒歩約15分。もしくは、名護バスターミナルからタクシー等を利用（バスターミナルから約5km）。
  - 20番・名護西線　（琉球バス交通・沖縄バス）★
  - 22番・名護-うるま線　（沖縄バス）
  - 65番・本部半島（渡久地廻り）線　（琉球バス交通・沖縄バス）★
  - 66番・本部半島（今帰仁廻り）線　（琉球バス交通・沖縄バス）★
  - 67番・辺土名線　（琉球バス交通・沖縄バス）★
  - 70番・備瀬線　（琉球バス交通・沖縄バス）
  - 72番・屋我地線　（琉球バス交通・沖縄バス）★
  - 73番・川田線　（琉球バス交通・沖縄バス）★
  - 76番・瀬底線　（琉球バス交通・沖縄バス）★
  - 77番・名護東（辺野古）線　（沖縄バス）★
  - 78番・名護東部線　（琉球バス交通・沖縄バス）★
  - 111番・高速バス　（琉球バス交通・沖縄バス・那覇バス・東陽バス）
  - 120番・名護西空港線　（琉球バス交通・沖縄バス）★

★印は名護高校前停車路線（但し、早朝及び夕方（一部便）のみ）。それ以外は全て名護バスターミナルに停車。

## 備考
イオン琉球が運営する他のショッピングセンター（イオン那覇ショッピングセンターやイオン具志川ショッピングセンターなど）の店舗部分が複数階で構成されているのに対し、当ショッピングセンターは1階部分に専門店が集中している。なお、2階部分は飲食店が3店舗あるレストラン街のみである。しかし、当ショッピングセンターは、イオン具志川ショッピングセンター（沖縄県内初のモール型ショッピングセンター）のオープンから1年4ヶ月後にオープンしたこともあってか、直営ゾーンと専門店ゾーンに分かれていたり、通路上に吹抜が設けられていたりと、モール型ショッピングセンターに似た構造となっている。